# Список населённых пунктов муниципального округа Луховицы
В списке представлены населённые пункты города областного подчинения Луховицы с административной территорией (бывшего Луховицкого района) и муниципального округа Луховицы (бывшего Луховицкого муниципального района) Московской области и их принадлежность к бывшим муниципальным образованиям. Перечень населённых пунктов, их наименование и вид даны в соответствии с Законом Московской области от 21.12.2004 № 180/2004-ОЗ «О статусе и границах Луховицкого муниципального района и вновь образованных в его составе муниципальных образований».
После преобразования Луховицкого района в городской округ с целью исключения наличия у двух одноимённых населённых пунктов одинаковых категорий постановлением Губернатора Московской области № 203-ПГ от 8 мая 2018 года:
- деревня Астапово бывшего сельского поселения Газопроводское преобразована в село;
- деревня Городище бывшего сельского поселения Газопроводское преобразована в село.

Этим же постановлением деревня Курово преобразована в село.
В 2025 году рабочий посёлок Белоомут преобразован в посёлок городского типа.
С 1 января 2025 года городской округ Луховицы преобразован в муниципальный округ Луховицы.
В город областного подчинения с административной территорией и муниципальный округ входят 93 населённых пункта (1 город, 1 посёлок городского типа, 11 посёлков, 17 сёл и 63 деревни):
| №  | Населённый пункт                     | Тип                             | Население | бывшее муниципальное образование    |
| -- | ------------------------------------ | ------------------------------- | --------- | ----------------------------------- |
| 1  | Аксёново                             | деревня                         | ↘389      | сельское поселение Головачёвское    |
| 2  | Алпатьево                            | село                            | ↘231      | сельское поселение Газопроводское   |
| 3  | Асошники                             | деревня                         | ↘90       | сельское поселение Астаповское      |
| 4  | Астапово                             | деревня                         | ↘155      | сельское поселение Астаповское      |
| 5  | Астапово                             | село                            | ↘19       | сельское поселение Газопроводское   |
| 6  | Барсуки                              | деревня                         | ↘43       | сельское поселение Газопроводское   |
| 7  | Белоомут                             | посёлок городского типа         | ↗5968     | городское поселение Белоомут        |
| 8  | Беляево                              | деревня                         | ↗1        | сельское поселение Фруктовское      |
| 9  | Берхино                              | деревня                         | ↘7        | сельское поселение Астаповское      |
| 10 | Буково                               | деревня                         | ↘47       | сельское поселение Фруктовское      |
| 11 | Булгаково                            | деревня                         | ↗13       | сельское поселение Астаповское      |
| 12 | Власьево                             | деревня                         | ↘21       | сельское поселение Астаповское      |
| 13 | Волохово                             | деревня                         | ↗11       | сельское поселение Газопроводское   |
| 14 | Врачово                              | деревня                         | ↗201      | сельское поселение Фруктовское      |
| 15 | Врачово-Горки                        | посёлок                         | ↘782      | сельское поселение Фруктовское      |
| 16 | Выкопанка                            | деревня                         | ↗359      | сельское поселение Головачёвское    |
| 17 | Гавриловское                         | село                            | ↗104      | сельское поселение Газопроводское   |
| 18 | Газопроводск                         | посёлок                         | ↘1134     | сельское поселение Газопроводское   |
| 19 | Ганькино                             | деревня                         | ↘78       | сельское поселение Газопроводское   |
| 20 | Гидроузел                            | посёлок                         | ↘16       | городское поселение Белоомут        |
| 21 | Головачёво                           | деревня                         | ↘1055     | сельское поселение Головачёвское    |
| 22 | Гольный Бугор                        | деревня                         | →28       | сельское поселение Дединовское      |
| 23 | Гольцово                             | деревня                         | ↗31       | сельское поселение Головачёвское    |
| 24 | Горетово                             | село                            | ↗95       | сельское поселение Краснопоймовское |
| 25 | Городище                             | село                            | ↘10       | сельское поселение Газопроводское   |
| 26 | Городище                             | деревня                         | ↘70       | сельское поселение Головачёвское    |
| 27 | Городна                              | село                            | ↘476      | сельское поселение Астаповское      |
| 28 | Григорьевское                        | село                            | ↘690      | сельское поселение Газопроводское   |
| 29 | Двуглинково                          | деревня                         | ↘152      | сельское поселение Краснопоймовское |
| 30 | Дединово                             | село                            | ↘1863     | сельское поселение Дединовское      |
| 31 | Долгомостьево                        | село                            | ↘45       | сельское поселение Газопроводское   |
| 32 | Жеребятники                          | деревня                         | →2        | сельское поселение Газопроводское   |
| 33 | Зекзюлино                            | деревня                         | →4        | сельское поселение Астаповское      |
| 34 | Золотухино                           | деревня                         | →0        | сельское поселение Астаповское      |
| 35 | Ивачево                              | деревня                         | ↘19       | сельское поселение Головачёвское    |
| 36 | Ивняги                               | деревня                         | ↘113      | сельское поселение Фруктовское      |
| 37 | Игнатьево                            | деревня                         | →2        | сельское поселение Астаповское      |
| 38 | Ильясово                             | деревня                         | ↘8        | сельское поселение Астаповское      |
| 39 | Каданок                              | посёлок                         | ↘34       | городское поселение Белоомут        |
| 40 | Калянинское                          | деревня                         | ↘29       | сельское поселение Газопроводское   |
| 41 | Кареево                              | деревня                         | ↘74       | сельское поселение Газопроводское   |
| 42 | Клементьево                          | деревня                         | ↗3        | сельское поселение Астаповское      |
| 43 | Кончаково                            | деревня                         | ↗39       | сельское поселение Газопроводское   |
| 44 | Красная Пойма                        | посёлок                         | ↗3510     | сельское поселение Краснопоймовское |
| 45 | Круглово                             | деревня                         | ↗129      | сельское поселение Астаповское      |
| 46 | Курово                               | село                            | ↘120      | сельское поселение Газопроводское   |
| 47 | Ларино                               | деревня                         | ↗109      | сельское поселение Головачёвское    |
| 48 | Лесное                               | деревня                         | ↘12       | сельское поселение Дединовское      |
| 49 | Лисьи Норы                           | деревня                         | ↗419      | сельское поселение Дединовское      |
| 50 | Ловецкие Борки                       | деревня                         | ↘30       | сельское поселение Дединовское      |
| 51 | Ловцы                                | село                            | ↘1073     | сельское поселение Дединовское      |
| 52 | Луховицы                             | город                           | ↘29 808   | городское поселение Луховицы        |
| 53 | Лучканцы                             | деревня                         | ↗7        | сельское поселение Газопроводское   |
| 54 | Любичи                               | село                            | ↘206      | сельское поселение Дединовское      |
| 55 | Марьина Гора                         | деревня                         | ↘86       | сельское поселение Газопроводское   |
| 56 | Матвеевка                            | деревня                         | ↘17       | сельское поселение Газопроводское   |
| 57 | Матыра                               | село                            | ↗988      | сельское поселение Астаповское      |
| 58 | Моховое                              | деревня                         | ↘0        | городское поселение Белоомут        |
| 59 | Мухино                               | деревня                         | ↘45       | сельское поселение Газопроводское   |
| 60 | Нижне-Маслово                        | село                            | ↘555      | сельское поселение Газопроводское   |
| 61 | Новокошелево                         | деревня                         | →78       | сельское поселение Газопроводское   |
| 62 | Новокунаково                         | деревня                         | ↘37       | сельское поселение Астаповское      |
| 63 | Новоходыкино                         | деревня                         | ↘1        | сельское поселение Астаповское      |
| 64 | Носово-1                             | деревня                         | ↗61       | сельское поселение Газопроводское   |
| 65 | Носово-2                             | деревня                         | ↘62       | сельское поселение Газопроводское   |
| 66 | Озерицы                              | деревня                         | ↘144      | сельское поселение Фруктовское      |
| 67 | Ольшаны                              | деревня                         | ↗8        | сельское поселение Дединовское      |
| 68 | Орешково                             | посёлок                         | ↗61       | сельское поселение Газопроводское   |
| 69 | Павловское                           | деревня                         | ↗653      | сельское поселение Газопроводское   |
| 70 | Перевицкий Торжок                    | деревня                         | ↗291      | сельское поселение Фруктовское      |
| 71 | Плешки                               | деревня                         | ↗64       | сельское поселение Астаповское      |
| 72 | Подлесная Слобода                    | село                            | ↗306      | сельское поселение Головачёвское    |
| 73 | Подлипки                             | деревня                         | ↘9        | сельское поселение Головачёвское    |
| 74 | Посёлок отделения совхоза «Дединово» | посёлок                         | ↗33       | сельское поселение Дединовское      |
| 75 | Посёлок совхоза «Астапово»           | посёлок                         | ↘1224     | сельское поселение Астаповское      |
| 76 | Посёлок станции Чёрная               | посёлок железнодорожной станции | ↗41       | городское поселение Луховицы        |
| 77 | Протасово                            | деревня                         | ↗4        | сельское поселение Газопроводское   |
| 78 | Псотино                              | деревня                         | ↘288      | сельское поселение Головачёвское    |
| 79 | Руднево                              | деревня                         | ↗14       | сельское поселение Газопроводское   |
| 80 | Сарыбьево                            | деревня                         | →31       | сельское поселение Астаповское      |
| 81 | Сельхозтехника                       | посёлок                         | ↘764      | сельское поселение Головачёвское    |
| 82 | Слемские Борки                       | село                            | ↘11       | городское поселение Белоомут        |
| 83 | Солчино                              | деревня                         | ↘98       | сельское поселение Фруктовское      |
| 84 | Старовнуково                         | деревня                         | ↘0        | сельское поселение Астаповское      |
| 85 | Старокошелево                        | деревня                         | ↗48       | сельское поселение Газопроводское   |
| 86 | Староходыкино                        | деревня                         | ↗26       | сельское поселение Астаповское      |
| 87 | Строилово                            | деревня                         | ↗45       | сельское поселение Головачёвское    |
| 88 | Торжнево                             | деревня                         | ↘0        | сельское поселение Головачёвское    |
| 89 | Троицкие Борки                       | село                            | ↗75       | сельское поселение Астаповское      |
| 90 | Тюнино                               | деревня                         | ↘35       | сельское поселение Газопроводское   |
| 91 | Фёдоровское                          | деревня                         | →10       | сельское поселение Газопроводское   |
| 92 | Фруктовая                            | посёлок                         | ↘1763     | сельское поселение Фруктовское      |
| 93 | Чуприково                            | деревня                         | ↗56       | сельское поселение Головачёвское    |